# Henri Lansbury
Henri George Lansbury (Londres, Inglaterra, Reino Unido, 12 de octubre de 1990) es un exfutbolista británico que jugaba como centrocampista.

## Clubes
| Club                             | País       | Año       |
| -------------------------------- | ---------- | --------- |
| Arsenal F. C.                    | Inglaterra | 2007-2012 |
| Scunthorpe United F. C. (cedido) | Inglaterra | 2009      |
| Watford F. C. (cedido)           | Inglaterra | 2009-2010 |
| Norwich City F. C. (cedido)      | Inglaterra | 2010-2011 |
| West Ham United F. C. (cedido)   | Inglaterra | 2011-2012 |
| Nottingham Forest F. C.          | Inglaterra | 2012-2017 |
| Aston Villa F. C.                | Inglaterra | 2017-2021 |
| Bristol City F. C.               | Inglaterra | 2021      |
| Luton Town F. C.                 | Inglaterra | 2021-2023 |